# Mergus merganser

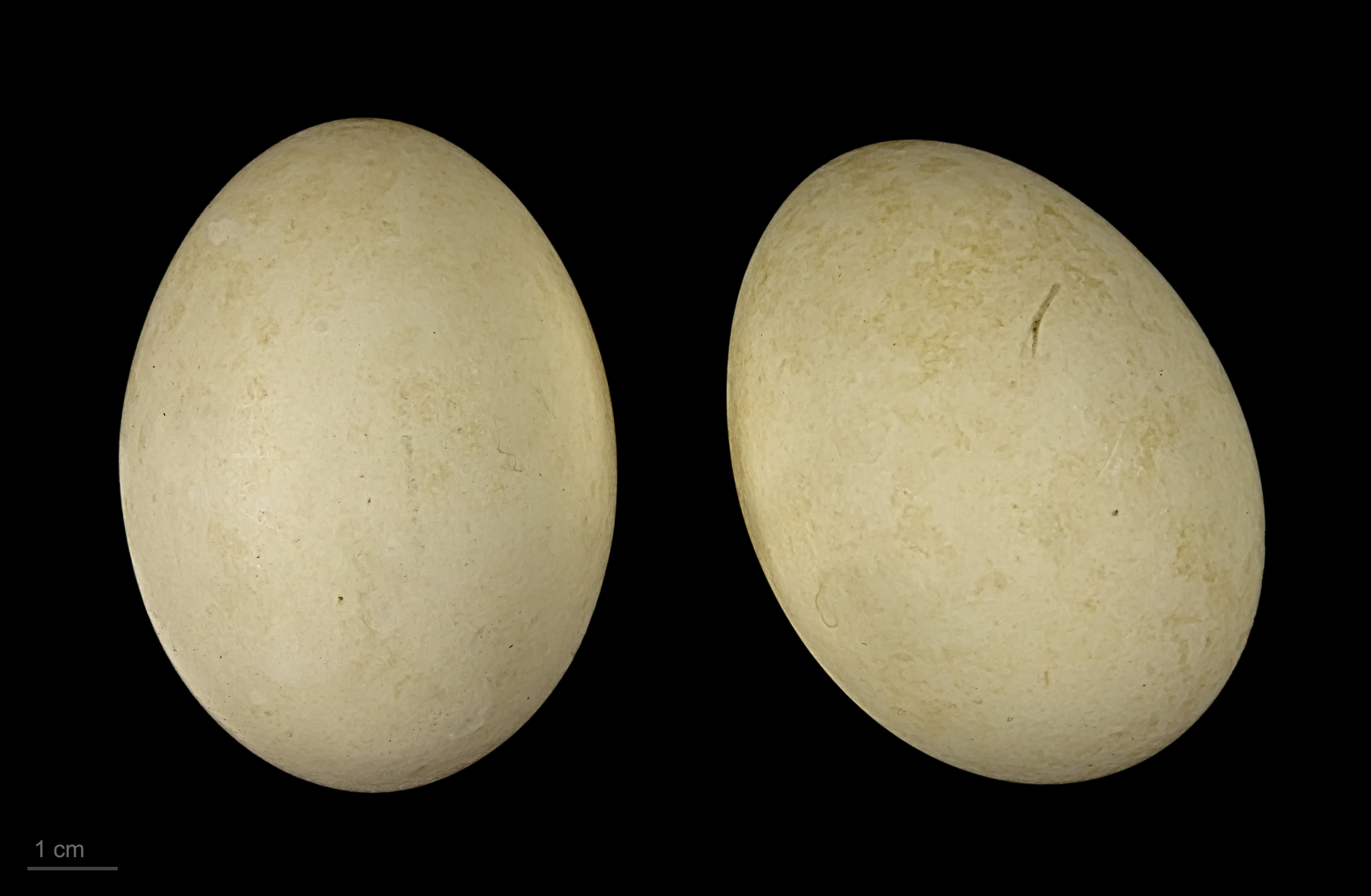
Mergus merganser - MHNT

La serreta grande (Mergus merganser) es una especie de ave anseriforme de la familia Anatidae, habitual de zonas norteñas. Es un pato grande que puede perseguir peces velozmente bajo el agua. Su cuerpo es aerodinámico, y el pico largo y estrecho. Cada mandíbula lleva una hilera de dientes en ambos lados, dirigidos hacia atrás. Con ellas, y el extremo ganchudo del pico captura los peces resbaladizos. Pesca en estuarios, ríos de tierras bajas, lagos y en los ríos y arroyos de rápida corriente de las tierras altas. Vuela deprisa y a baja altura, siguiendo a menudo el curso de un río. Los inmaturos cazan primero insectos acuáticos, pasando gradualmente a los peces. Vive en grupos familiares o pequeñas bandadas. Descansa en el suelo o en árboles.

## Hábitat y área de distribución
Cría en lagos y ríos lentos en zonas boscosas. Suele necesitar aguas profundas y transparentes, con peces.
Se extiende por Eurasia y Norteamérica. Puede ser migradora o parcialmente migradora. Durante la época de cría se encuentra en latitudes norteñas, especialmente Escandinavia, Finlandia y Rusia. Las principales zonas de invernada se encuentran en el Mar Báltico.

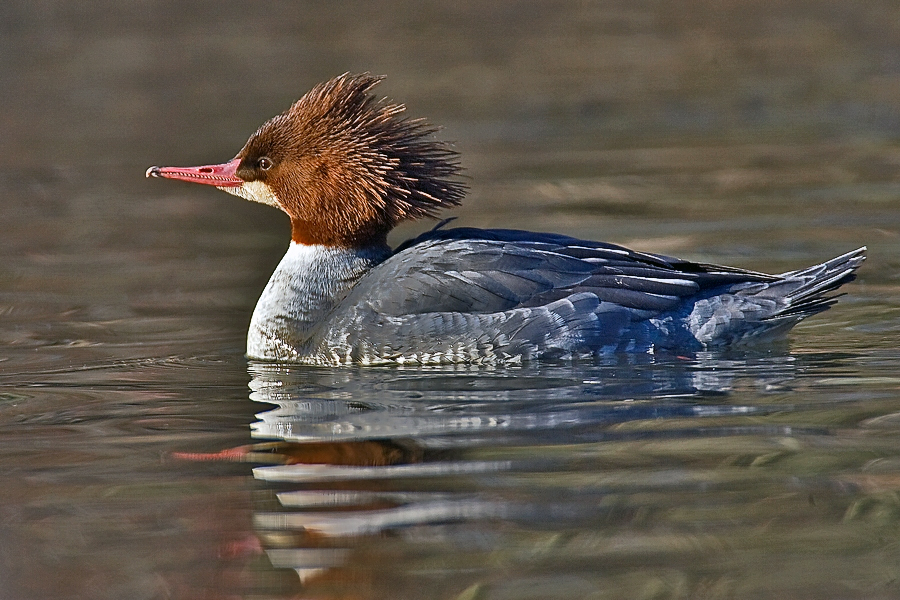
Serreta grande hembra.

## Subespecies
Se reconocen tres subespecies principales:
- Mergus merganser americanus
- Mergus merganser merganser
- Mergus merganser orientalis